# PT-91
PT-91 je poljski glavni borbeni tenk zasnovan na tenku T-72M1.

## Razvoj
Ranim 1980-ih poljska je vojska modernizirala sve svoje zastarjele T-55 tenkove na T-55AM Merida standard. Slična modernizacija pojavila se na međunarodnom tržištu. Godine 1988. počeo je projekt modernizacije poljskih T-72M1 tenkova na sličan način kao i T-55. Međutim, taj projekt je tekao vrlo sporo te se razmatrala kupnja modernijih sovjetskih T-72s ili novijeg T-80.
Nakon raspada istočnog bloka i SSSR-a, kupnja sovjetskih tenkova zbog stanja u regiji nije bio moguć. Tada se započeo projekt razvoja poljskog modernog glavnog borbenog tenka pod kodnim nazivom Wilk (hrvatski: vuk), ali je projekt prekinut. Poslije je pokrenut novi projekt pod nazivom Twardy. Osnovu razvoja činio je T-72 tenk na kojeg su dodana moderna rješenja i oprema kako bi zadovoljio potrebu za poljskim modernim tenkom. Tijekom razvoja poljski su stručnjaci imali puno problema oko pokretljivosti tenka koja ni na kraju razvoja nije dobra.
Od srpnja 1991. godine osmišljen je poljski tenk PT-91 Twardy na kojem su poboljšana oklopna zaštita, vatrena moć i pogon u odnosu na T-72. Ministarstvo obrane Poljske 1993. godine naručilo je 20 PT-91 tenkova radi njihova testiranja na vojnim poligonima.

## Dizajn

### Vatrena moć
PT-91 je naoružan s istim 125 mm glatkocijevnim topom 2A46 koji se koristi na T-72 tenku. Opremljen je automatskim punjačem s kojim se smanjio broj članova posade na 3. Brzina paljbe topa je 8 - 10 granata u minuti. Kao dodatno naoružanje koriste se 7,62 mm strojnica i 12,7 mm teška protuavionska strojnica. Na kupoli se nalaze i 24 bacača dimne zavjese.
Modernizacija SUP-a započela je zamjenom sovjetskog stabilizatora 2Je28M s modernijim slovačkim. Darwa sustav upravljana paljbom (SUP) poljske proizvodnje, opremljen je ciljanikom s termovizijom za topnika koji je razvijen u izraelskoj tvrtci ELOP, zapovjednikovim dan/noć periskopom, a vozač ima Radomka pasivni noćni vizor za djelovanje noću. Za mjerenje daljine cilja upotrebljava se laserski daljinomjer.

### Oklopna zaštita
Oklop tenka nije se previše promijenio u usporedbi s T-72. Konstrukcija i materijali višeslojnog oklopa su ostali slični ili identični.
PT-91 ima povećanu zaštitu od visoko eksplozivnih projektila i raketa ugradnjom Erawa eksplozivno-reaktivnog oklopa dizajniranog u poljskoj. Oklop se sastoji od 394 pločica s eksplozivom koji u slučaju pogotka eksplodiraju i umanjuju učinak projektila. S pločicama je pokriveno 9 m2 tenka. 108 pločica postavljeno je na kupolu, 118 na prednji dio tijela i 84 na svaku stranu tijela. Na strane tenka su umjesto gumenih postavljene čelične ploče koje štite stranice tenka.
Istraživanja su pokazala da Erawa oklop umanjuje djelovanje visoko eksplozivnih projektila za 50% - 70% i od potkalibarnih projektila za 30% - 40%. Isto tako su pokazala da pločica ne eksplodira kad je pogođena metkom promjera do 30 mm, krhotina granata i mina ili kad je prekrivena zapaljenim benzinom.

### Pokretljivost
Zbog modernizacije i dodavanja oklopa težina tenka se povećala. Zbog toga je u PT-91 ugrađen 12 cilindrični S-12U Dieselov motor s 850 ks, poboljšana verzija sovjetskog V-46-6 motora sa 780 ks koji se proizvodio u Varšavi. Najnoviji Twardy tenkovi imaju S-1000 turbo Dieselov motor s 1000 KS.

## Verzije

### PT-91 Twardy
Serijska verzija napravljena za poljsku vojsku. Ima DARWA stabilizator topa, Erawa eksplozivno-reaktivni oklop i Dieselov motor S12-U snage 850 ks. Prvih 20 Twardy-a (pokusni modeli) isporučeno je poljskoj vojsci tijekom 1993. – 1994., 78 serijskih tijekom 1995. – 1997. i 135 moderniziranih T-72M1 (napravljenih tijekom 1980-ih) isporučenih 1995. – 1997. godine. Ovisno o zadatku poljska vojska ima 3 vrste PT-91 Twardy tenkova: PT-91, PT-91M and PT-91MA1, koji se razlikuju po opremi (PT-91M poljski i PT-91M za maleziju nisu isti).

### PT-91Z Hardy
Verzija za izvoz opremljena SAGEM Savan-15 sustavom za upravljanje paljbom (SUP) i S-1000 Dieselov motorom s 1000 ks. Iz PT-91Z Hardy nastao je PT-91M Pendekar. Napravljen je samo prototip.

### PT-91M Pendekar
Ovo je izvozna verzija koja je napravljena posebno za Maleziju (M za Maleziju). Opremljena je sa SAGEM Savan-15 sustavom za upravljanje paljbom (SUP), S-1000R motorom s 1000 KS i hidrauličnim prijenosom snage SESM ESM-350  Arhivirana inačica izvorne stranice od 10. ožujka 2012. (Wayback Machine). Ova verzija postiže maksimalnih 70 km/h. Sovjetski top je zamijenjen slovačkim Konštrukta 2A46MS istog promjera (125 mm), a dodatno je naoružan sa 7,62 mm strojnicom i 12,7 mm teškom strojnicom. Tenk je opremljen modernim sustavom komunikacije, navigacijskim sustavom i Erawa 3 eksplozivno-reaktivnim oklopom. Proizvedeno je 48 ovakvih tenkova koji su izvezeni u Maleziju 2002. godine za 275 milijuna američkih dolara.

### PT-91E/Ex
Verzija namijenjena izvozu, E znači Export (hr: izvoz). Ustvari preimenovan PT-91M tenk koji je izvezen u Maleziju.

## Vozila napravljena na temelju PT-92 tenka

### WZT-3M
Poljsko oklopno vozilo za popravke napravljena na temelju tijela PT-91 tenka. Naoružana je sa 12.7 mm strojnicom. Oprema sadrži teleskopski kran koji može podići do 50 tona i glavnog i sekundarnog vitla. WTZ-4 je verzija temeljena na tijelu PT-91M tenka koja je prilagođena malezijskim potrebama i zahtjevima.

### MID
Poljsko inženjerijsko vozilo koje se temelji na tijelu tenka PT-91. MID-M je verzija za izvoz u Maleziju.

### PMC-90
Poljski oklopni most, napravljen na tijelu PT-91 tenku. Kada se postavi, most je dug 26 metara.

### PZA Loara
PZA Lora je poljski samohodni protuzrakoplovni topnički sustav s radarom koji je razvijen tijekom 1990-ih. Na tijelu tenka PT-91 postavljena je kupola s dva Oerlikon KDA 35 mm topa spojenih s radarom. Planirano je da radi zajedno s PZR Loara protuzrakoplovnim raketnim sustavom, ali je taj projekt zbog nedostatka sredstava na čekanju. Sistem je opremljen s dva radara. Izviđački radar sposoban je otkriti cilj na udaljenosti do 26 km i može prikazati 64 cilja odjednom. Radar prati pomicanje ciljeva svake sekunde. PZA Loara je također opremljen laserskim daljinomjerom, kamerama za očitanje infracrvenog zračenja i TV kamerom koja može snimati u svim vremenskim uvjetima. Vrijeme potrebno za otkrivanje i otvaranje vatre po cilju je manje od 10 sekundi. Može pogoditi cilj koji leti na visini do 5000 metar i brzinom do 500 m/s, a može gađati i neke kopnene i pomorske ciljeve.

### PT-94 Goryl
(Goryl je poljski naziv za Gorilu) projekt za nastavak razvoja PT-91 tenka. Planiran je dizajn sličan Merkavi, oklop višeslojni s ERA oklopom, 120/125 mm top, 60 mm minobacač, 7,62 mm i 12,7 mm strojnice. Projekt je još poznat pod nazivom "Andersen". Projekt je otkazan zbog nedostatka financijskih sredstava.

## Korisnici
- Indija - U travnju 1999. godine Indija je naručila 44 WZT-3 oklopnih vozila za popravke, u travnju 2002. naručeno je još 80, a u lipnju 2005. još 228 što daje ukupnu brojku od 352 WTZ-3 vozila. Služili su za popravak T-72 i T-90 tenkova. Također, Indija je planirala modernizirati neke svoje verzije T-72 tenka s opremom koja se koristi na PT-91 tenkovima.
- Malezija - U ožujku 2002. godine Malezija je kupila 48 moderniziranih PT-91M i 14 vozila za potporu (6 WTZ-3 oklopnih vozila za popravak, 3 MID-M inženjerijskih vozila i 5 PMC Leguan pokretnih mostova napravljenih na tijelu tenka PT-91). Tenkovi su dostavljeni 2005. godine.
- Poljska - 233 PT-91 i 38 vozila za potporu (29 WTZ-3M oklopnih vozila za popravke, 8 MID inženjerijskih vozila i 1 PZA Loara protuavionski top.